# Photinia serratifolia
Photinia serratifolia là loài thực vật có hoa trong họ Hoa hồng. Loài này được (Desf.) Kalkman miêu tả khoa học đầu tiên năm 1973.

## Hình ảnh

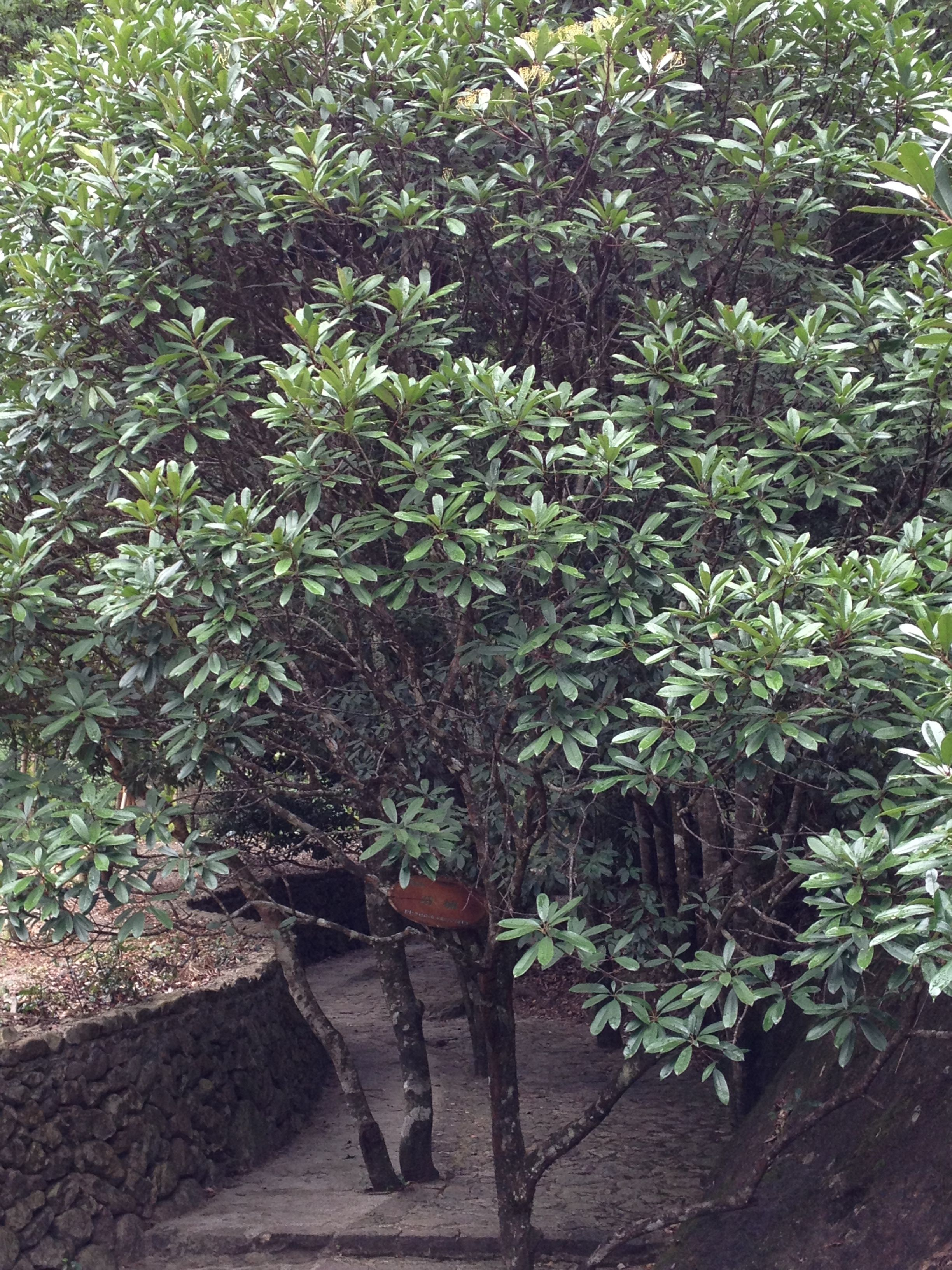
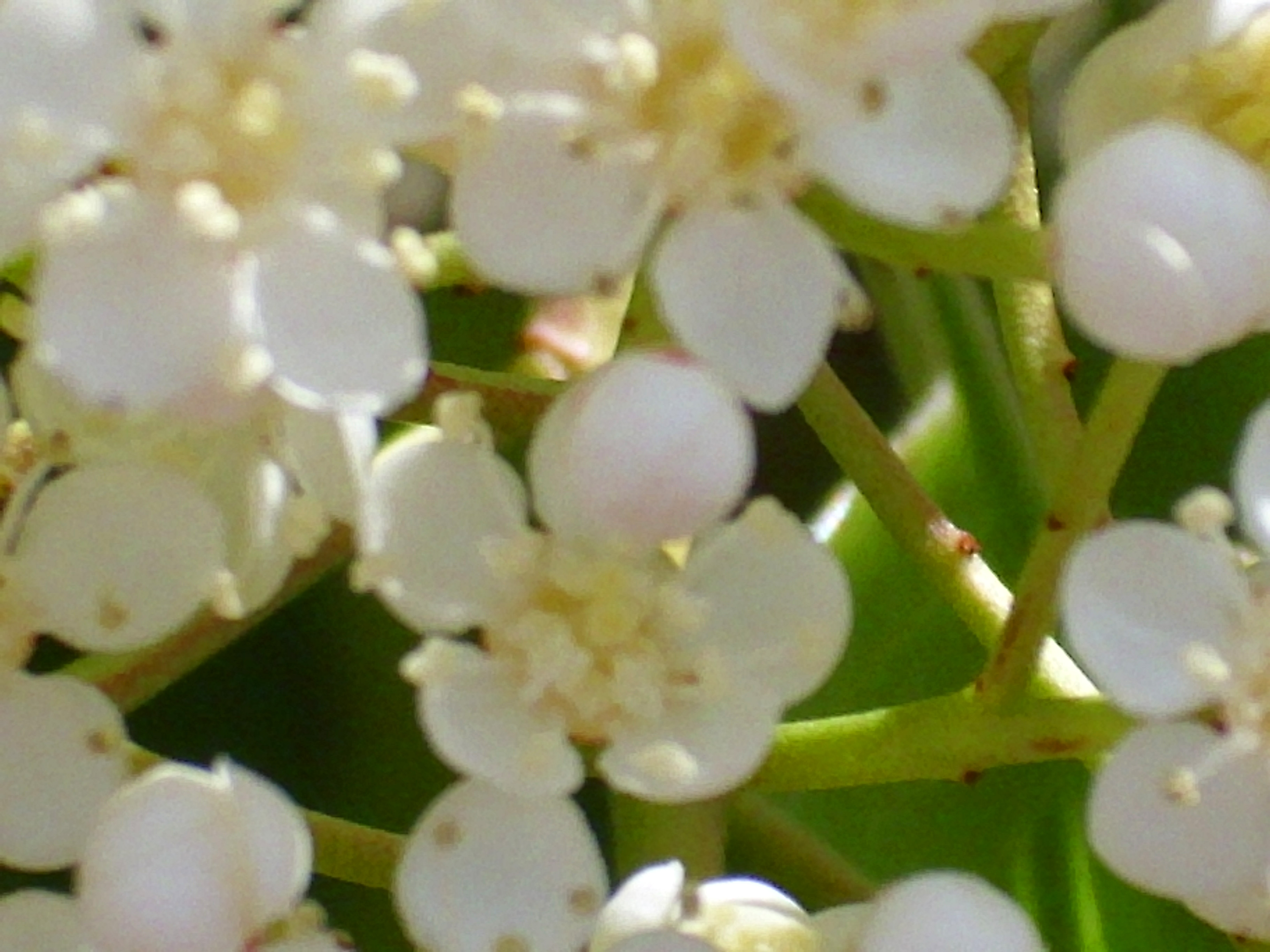
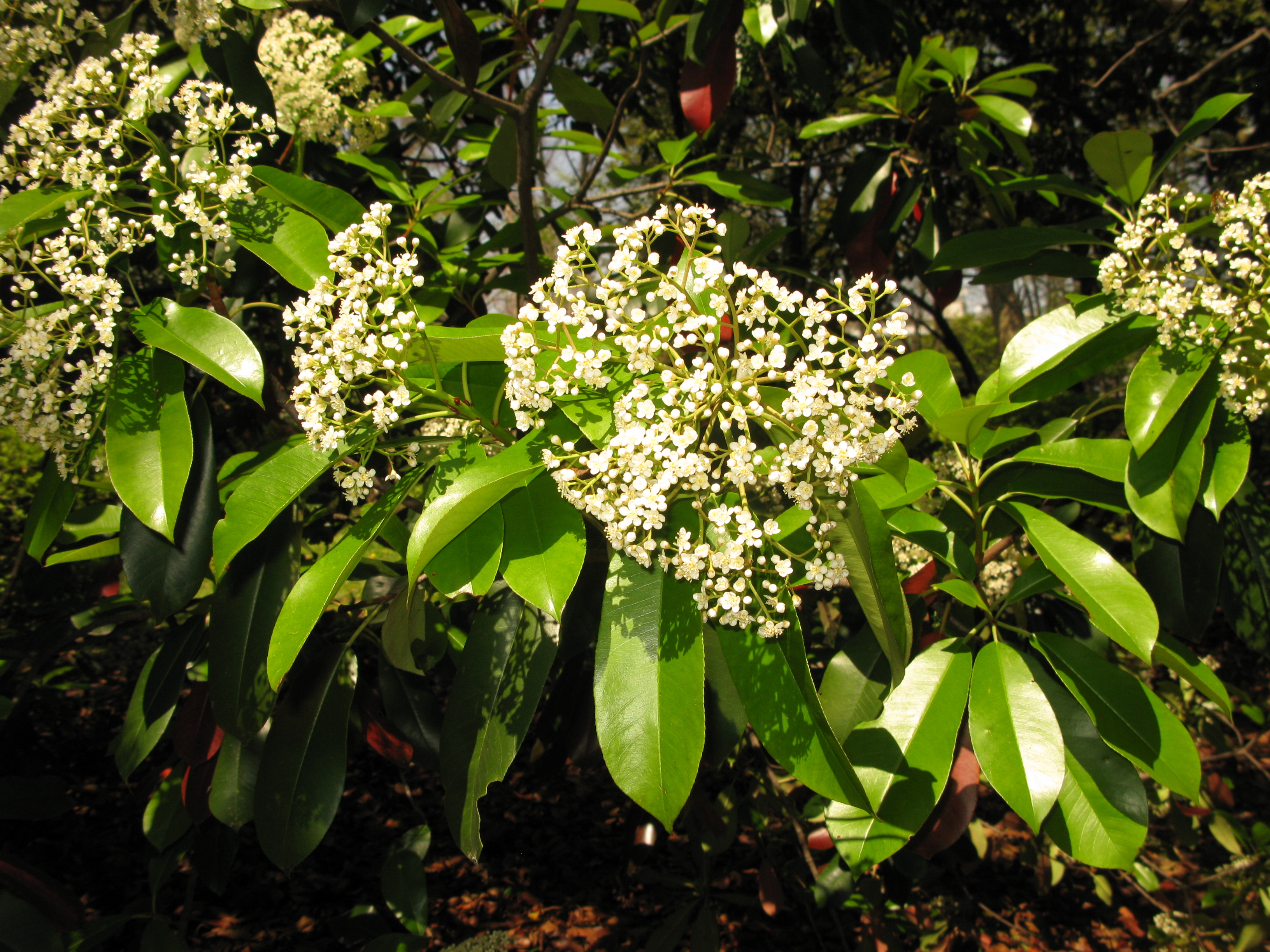
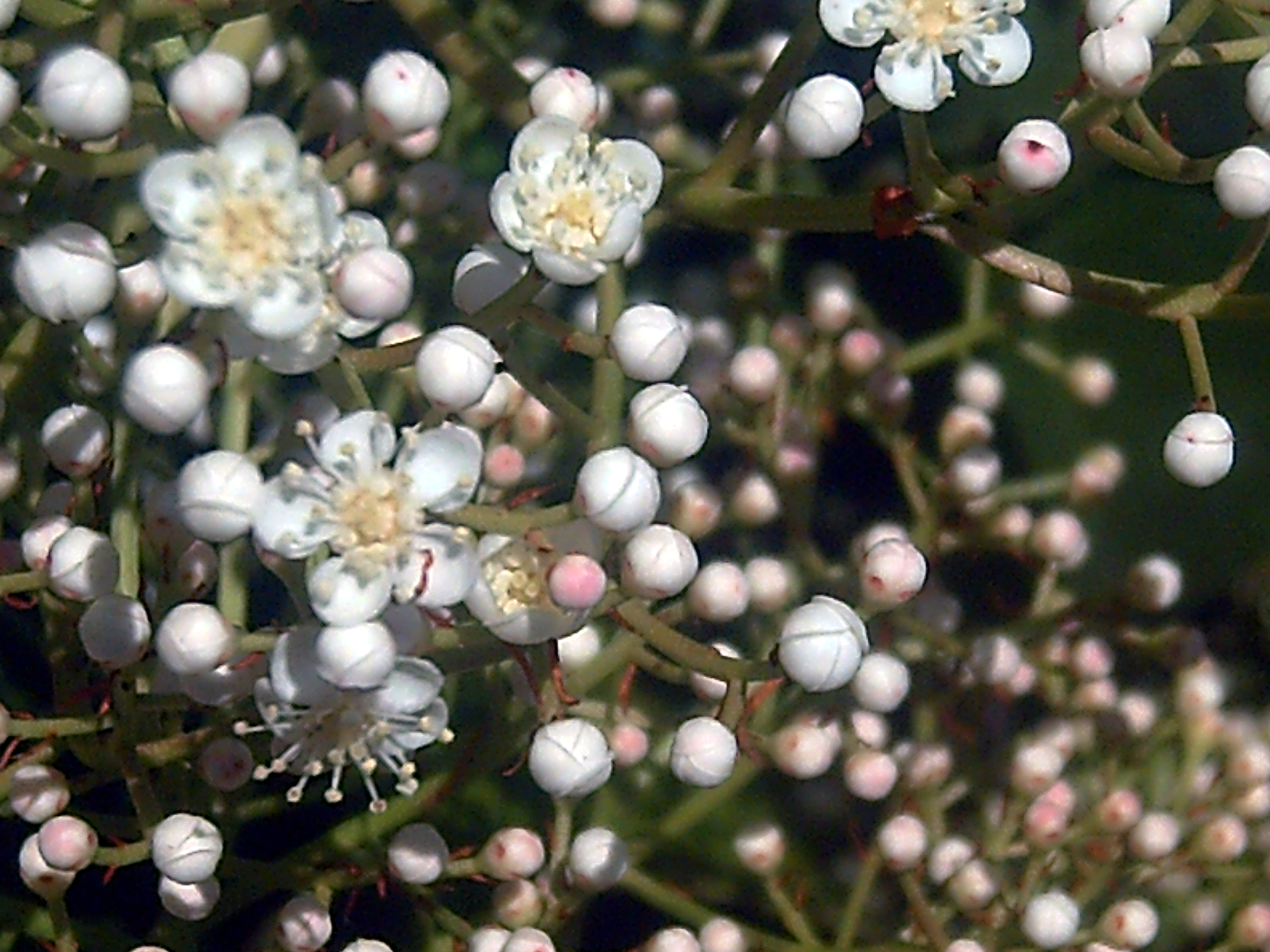